# Airamia albiocula
Airamia albiocula är en fjärilsart som beskrevs av Barnes och Mcdunnough 1918. Airamia albiocula ingår i släktet Airamia och familjen nattflyn. Inga underarter finns listade i Catalogue of Life.